# Маляхін (Поморське воєводство)
Маляхін (пол. Malachin, нім. Melchingen) — село в Польщі, у гміні Черськ Хойницького повіту Поморського воєводства.
Населення — 586 осіб (2011).
У 1975-1998 роках село належало до Бидгощського воєводства.

## Демографія
Демографічна структура станом на 31 березня 2011 року:
|          | Загалом | Допрацездатний вік | Працездатний вік | Постпрацездатний вік |
| -------- | ------- | ------------------ | ---------------- | -------------------- |
| Чоловіки | 298     | 61                 | 220              | 17                   |
| Жінки    | 288     | 57                 | 187              | 44                   |
| Разом    | 586     | 118                | 407              | 61                   |